# 110393 Rammstein
Rammstein (asteróide 110393) é um asteróide da cintura principal, a 2,4732166 UA. Possui uma excentricidade de 0,0873475 e um período orbital de 1 629,42 dias (4,46 anos).
Rammstein tem uma velocidade orbital média de 18,09315838 km/s e uma inclinação de 12,14237º.
Este asteróide foi descoberto em 11 de Outubro de 2001 por Jean-Claude Merlin, nomeado em homenagem a banda alemã de mesmo nome.